# Região Geográfica Imediata de Afogados da Ingazeira
A Região Geográfica Imediata de Afogados da Ingazeira é uma das dezoito regiões imediatas do estado brasileiro de Pernambuco, uma das duas regiões imediatas que compõem a Região Geográfica Intermediária de Serra Talhada e uma das 510 regiões imediatas no Brasil, criadas pelo IBGE em 2017.
É composta por doze municípios, tendo uma população estimada pelo IBGE para 1.º de julho de 2017 de 188 812 habitantes e uma área total de 4 313,565 km².
A cidade-sede Afogados da Ingazeira é a mais populosa da região com 40 241 habitantes.

## Municípios
| Município             | População Estimativa 2017 | Área (km²) |
| --------------------- | ------------------------- | ---------- |
| Afogados da Ingazeira | 37 017                    | 377,863    |
| Brejinho              | 7 465                     | 106,297    |
| Carnaíba              | 19 440                    | 427,802    |
| Iguaracy              | 12 175                    | 838,124    |
| Ingazeira             | 4 563                     | 243,666    |
| Itapetim              | 13 638                    | 404,824    |
| Quixaba               | 6 835                     | 209,964    |
| Santa Terezinha       | 11 571                    | 195,584    |
| São José do Egito     | 33 704                    | 791,901    |
| Solidão               | 5 934                     | 138,399    |
| Tabira                | 28 301                    | 393,600    |
| Tuparetama            | 8 169                     | 185,541    |
| Total                 | 188 812                   | 4 313,565  |